# Serra de la Pleta
La Serra de la Pleta és una serra als municipis de Sunyer i Torres de Segre a la comarca del Segrià, amb una elevació màxima de 235,9 metres.